# オタマボヤ綱
オタマボヤ綱（Larvacea または Appendicularia）は、世界中の海の外洋域に住む尾索動物である。オタマボヤ綱の動物は通常浅い海で濾過摂食を行うが、いくつかの種は深い海で見つかることもある。成体でも体幹と尾部が不連続で、形態は一見、多くの尾索類の幼生に似ている。

## 特徴
オタマボヤ綱の形は小さくまとまった体主部と扁平な尾部からなり、全体はオタマジャクシに似ている。
尾部の中心には脊索があり、背面に神経が通っている。また、上皮組織か基底膜に取り囲まれた一連の筋肉帯がある。尾部を動かすと骨格の中に水流ができ、食物を集めることができる。なお、体主部と尾部とはその付け根で90度ねじれており、そのために尾は腹背に扁平である様に見える。

## 生態
他の多くの尾索動物と同様に、オタマボヤ綱は微粒子状の食物をエラで吸引し、そこで食物は咽頭から分泌される粘液につかまり、消化管に入る。しかし、オタマボヤ綱はタンパク質とセルロースでできた泡のような構造物をまとい（ハウス、泡巣とも）、そこに形成されたフィルターによってエラに集まる固形物の濃度を高めることができ、吸引をかなり効率化している。このハウスは成長してサイズが大きくなったり、フィルターが詰まったりしたら、交換することができる。このような行動をすることができるものは尾索類では他にはない。捨てられたオタマボヤ綱のハウスは、深海にもたらされる有機物のかなりの部分を占めている (Robison, Reisenbichler & Sherlock 2005)。

## 発生
オタマボヤ綱の幼生は、ホヤのオタマジャクシ型幼生と似ていて、発達中の内臓を持っている。体幹が成熟すると、尾部は腹部の後方に移動し、体幹に対して90度折れ曲がる。尾部の屈曲に続いて、最初のハウスが分泌され始める。

## 利用
ワカレオタマボヤ（Oikopleura dioica）へ外来遺伝子を導入する技術の発達によって、この種は遺伝子発現や脊索の進化の実験のモデル生物となった。